# Not a Love Song
Not a Love Song is een nummer van de Duits-Nederlandse zangeres Bülow uit 2017. Het is de tweede single van haar eerste ep Damaged Vol. 1.
Het nummer werd enkel een hit in Canada, waar het de 32e positie behaalde. In Nederland behaalde "Not a Love Song" geen hitlijsten, toch kreeg het er wel airplay op NPO 3FM en bij Edwin Evers op Radio 538.